# Wanstrow
Wanstrow är en ort och civil parish i Storbritannien.   Den ligger i grevskapet Somerset och riksdelen England, i den södra delen av landet, 160 km väster om huvudstaden London. Wanstrow ligger 139 meter över havet och antalet invånare är 446.
I civil parishen ingår även byn Cloford.
Terrängen runt Wanstrow är platt. Runt Wanstrow är det ganska tätbefolkat, med 149 invånare per kvadratkilometer. Trakten runt Wanstrow består i huvudsak av gräsmarker.